# Dammsjön (Nora socken, Västmanland, 660397-144999)
Dammsjön är en sjö i Nora kommun i Västmanland och ingår i Norrströms huvudavrinningsområde. Sjön har en area på 0,0786 kvadratkilometer och ligger 156,5 meter över havet. Sjön avvattnas av vattendraget Åsbobergsbäcken (Ringshyttebäcken).

## Delavrinningsområde
Dammsjön ingår i det delavrinningsområde (660135-145275) som SMHI kallar för Mynnar i Hagbyåns vattendragsyta. Medelhöjden är 173 meter över havet och ytan är 17,35 kvadratkilometer. Det finns ett avrinningsområde uppströms, och räknas det in blir den ackumulerade arean 34,93 kvadratkilometer. Åsbobergsbäcken (Ringshyttebäcken) som avvattnar avrinningsområdet har biflödesordning 5, vilket innebär att vattnet flödar genom totalt 5 vattendrag innan det når havet efter 227 kilometer. Avrinningsområdet består mestadels av skog (81 procent). Avrinningsområdet har 0,08 kvadratkilometer vattenytor vilket ger det en sjöprocent på 0,4 procent. Bebyggelsen i området täcker en yta av 0,88 kvadratkilometer eller 5 procent av avrinningsområdet.